# Claude Reiter
Claude Reiter (ur. 2 lipca 1981) – piłkarz luksemburski grający na pozycji obrońcy. W swojej karierze rozegrał 37 meczów i strzelił 1 gola w reprezentacji Luksemburga.

## Kariera klubowa
Swoją karierę piłkarską Reiter rozpoczął w klubie Union Luxembourg. Zadebiutował w nim w sezonie 1999/2000 w lidze luksemburskiej. W zespole US występował do końca sezonu 2004/2005. Latem 2005 przeszedł do Jeunesse Esch. W sezonie 2005/2006 wywalczył z Jeunesse wicemistrzostwo Luksemburga. W 2007 roku odszedł do Etzelli Ettelbruck. W 2010 roku zakończył w niej swoją karierę sportową.
| Sezon   | Klub               | Kraj       | Rozgrywki         | Mecze | Bramki |
| ------- | ------------------ | ---------- | ----------------- | ----- | ------ |
| 1999/00 | Union Luxembourg   | Luksemburg | Nationaldivisioun | 23    | 0      |
| 2000/01 | Union Luxembourg   | Luksemburg | Nationaldivisioun | 26    | 0      |
| 2001/02 | Union Luxembourg   | Luksemburg | Nationaldivisioun | 28    | 1      |
| 2002/03 | Union Luxembourg   | Luksemburg | Nationaldivisioun | 26    | 0      |
| 2003/04 | Union Luxembourg   | Luksemburg | Nationaldivisioun | 26    | 0      |
| 2004/05 | Union Luxembourg   | Luksemburg | Nationaldivisioun | 22    | 2      |
| 2005/06 | Jeunesse Esch      | Luksemburg | Nationaldivisioun | 23    | 4      |
| 2006/07 | Jeunesse Esch      | Luksemburg | Nationaldivisioun | 19    | 0      |
| 2007/08 | Etzella Ettelbruck | Luksemburg | Nationaldivisioun | ?     | ?      |
| 2008/09 | Etzella Ettelbruck | Luksemburg | Nationaldivisioun | 12    | 0      |
| 2009/10 | Etzella Ettelbruck | Luksemburg | Nationaldivisioun | 12    | 0      |

## Kariera reprezentacyjna
W reprezentacji Luksemburga Reiter zadebiutował 26 kwietnia 2000 roku w zremisowanym 1:1 towarzyskim meczu z Estonią, rozegranym w Luksemburgu. W swojej karierze grał w: eliminacjach do MŚ 2002, do Euro 2004, do MŚ 2006, do Euro 2008 i do MŚ 2010. Od 2000 do 2008 roku rozegrał w kadrze narodowej 37 meczów i strzelił 1 gola.